# Sérgio Godinho
Sérgio Godinho (* 31. srpna 1945) je portugalský zpěvák a básník. Narodil se v Portu a ve svých dvaceti letech svou rodnou zemi opustil. Vrátil se až v roce 1974, po Karafiátové revoluci. Většinu času mezi tím trávil v Paříži, kde například vystupoval v muzikálu Vlasy. Žil také v Amsterdamu, Brazílii a Vancouveru. Své první album nazvané Os sobreviventes vydal v roce 1971 a následovala řada dalších desek.